# Ложничий
Ложничий (пол. Łożniczy, лат. cubiculari, lectistrator) — уряд дворський Речі Посполитої.
Ложничий відповідав за королівську спальню, покої: застеляння ліжка, постіль, особисту білизну. За правління Стефана Баторія ложничі почали привласнювати і вживати титул підкоморія. За часів правління Станіслава Понятовського, ложничі, як і підкоморії, були витіснені шамбелянами.